# Mochlodon suessi
Mochlodon suessi es una especie y tipo del género extinto Mochlodon (gr. “diente rígido”) de dinosaurio ornitópodo, rabdodóntido que vivió a finales del período Cretácico, hace 80 millones de años, en el Campaniense, en lo que es hoy Europa.
En 1859, el administrador de la mina de carbón Pawlowitsch notificó a la Universidad de Viena que se habían encontrado algunos fósiles en la mina Gute Hoffnung en Muthmannsdorf en Austria. Un equipo encabezado por los geólogos Eduard Suess y Ferdinand Stoliczka descubrió posteriormente numerosos huesos de varias especies, entre ellas las de un dinosaurio euornitópodo. Almacenado en el museo de la universidad, los hallazgos permanecieron sin describir hasta que fueron estudiados por Emanuel Bunzel a partir de 1870. Bunzel en 1871 nombró al euornitópodo una nueva especie de Iguanodon, Iguanodon suessii.. El nombre específico rinde homenaje a Suess y hoy en día se escribe más a menudo como suessi. En 1881, Harry Govier Seeley nombró un género separado, Mochlodon. El nombre genérico se deriva del griego mokhlos , "barrote", y odon , "diente", una referencia a la cresta mediana en forma de barra en los dientes. La especie tipo es Mochlodon suessi. Mochlodon y Struthiosaurus, este último encontrado en el mismo sitio, son los únicos géneros de dinosaurios nombrados a partir de hallazgos austriacos.
El espécimen tipo PIUW 2349 se encontró en la Formación Grünbach del Grupo Gosau que data del Campaniense temprano, de unos 80 millones de años. Consiste en un dentario, dos vértebras, actualmente perdidas, una parietal, una escápula, un cúbito, un ungual manual , un fémur y una tibia. Bunzel no asignó un holotipo. En 2005 se eligió el dentario como lectotipo.